# The Race (Tay-K)
The Race è un singolo  del rapper statunitense Tay-K, estratto dal mixtape Santana World, pubblicato il 30 giugno 2017. Il singolo ha debuttato alla posizione numero 44 nella Billboard Hot 100.

## Descrizione
Nel brano Tay-K si autocelebra e si vanta delle sue gesta criminali. Il titolo, The Race, sta a indicare la corsa con le forze dell'ordine, poiché il rapper ha scritto il testo quando era latitante. Il 14 dicembre 2017 viene pubblicato il remix ufficiale in collaborazione con 21 Savage e Young Nudy, contenuto nella versione deluxe del mixtape di debutto Santana World.

## Tracce
1. The Race – 2:20

## Remix
Il 14 dicembre 2017 è stato pubblicato The Race (Remix), il remix ufficiale del singolo, con la partecipazione di 21 Savage e Young Nudy. Il brano fa parte di Santana World (+), versione deluxe del mixtape Santana World.

### Tracce
1. The Race (Remix) (feat. 21 Savage & Young Nudy) – 3:31

## Classifiche
| Classifica (2017) | Posizione massima |
| ----------------- | ----------------- |
| Stati Uniti       | 44                |